# Esdolomada
Esdolomada est un village de la province de Huesca, situé dans la Ribagorce, sur la commune d'Isábena. Il comptait 10 habitants en 2015. L'église du village, dédiée à saint Saturnin de Saragosse, remonte au début du XIe siècle.